# Chaussy (Val-d’Oise)
Chaussy egy község Franciaországban. Lakosainak száma 634 fő (2022. január 1.).

## Földrajza
Chaussy Ambleville, Villers-en-Arthies, Amenucourt, Bray-et-Lû, Chérence, Genainville és Omerville községekkel határos.